# Tim (film, 1979)
Pour les articles homonymes, voir Tim.
Pour plus de détails, voir Fiche technique et Distribution.
Tim (ou Mr. Tim sur certaines versions) est un film australien réalisé par Michael Pate, sorti en 1979.
C'est de ce film que ce serait inspiré en grande partie Gérard Krawczyk pour son film L'Été en pente douce (1987).[réf. nécessaire]

## Synopsis
Adulte en apparence, Tim n'en reste pas moins un enfant. Un être innocent, naïf et fragile selon les uns, un débile mental selon les autres. Toute sa vie bascule le jour où il fait la rencontre de Mary Horton, une séduisante quadragénaire qui l'engage pour quelques petits travaux. Entre Mary et Tim naît une amitié, une affection si forte qu'elle se transforme rapidement en amour. Mais, aussi pure soit-elle, leur toute nouvelle liaison dérange ! Tim et Mary sauront-ils préserver du monde extérieur la pureté de leur amour naissant ? Leur relation résistera-t-elle à la calomnie et à la médisance de leur entourage...

## Fiche technique
- Titre : Tim
- Réalisation : Michael Pate
- Scénario : Michael Pate, d'après le roman de Colleen McCullough
- Musique : Eric Jupp
- Photographie : Paul Onorato
- Montage : David Stiven
- Production : Michael Pate
- Sociétés de production : Pisces Productions, Australian Film Commission, GUO, New South Wales Films & Nine Network Australia
- Société de distribution : GUO
- Pays :  Australie
- Langue : Anglais
- Format : Couleur - Mono - 35 mm - 1.85:1
- Genre : Drame, Romance
- Durée : 109 min
- Dates de sortie : 
  -  Australie : 13 juillet 1979

## Distribution
- Piper Laurie : Mary Horton
- Mel Gibson (VF : Patrick Poivey) : Tim Meville
- Alwyn Kurts : Ron Melville
- Pat Evison : Emily Melville
- Deborah Kennedy : Dawnie Melville
- David Foster : Mick Harrington
- Peter Gwynne : Tom Ainsley
- Allan Penney : John Thompson
- James Condon : M. Harrington
- Margo Lee : Mme Harrington
- Kevin Leslie : Curly Campbell

## Distinctions

### Récompenses
- Australian Film Institute Awards :
  - Meilleur acteur dans un premier rôle pour Mel Gibson
  - Meilleure actrice dans un second rôle pour Pat Evison
  - Meilleur acteur dans un second rôle pour Alwyn Kurts

- AWGIE Awards :
  - Meilleur long métrage pour Michael Pate